# Lorenz Bogaert

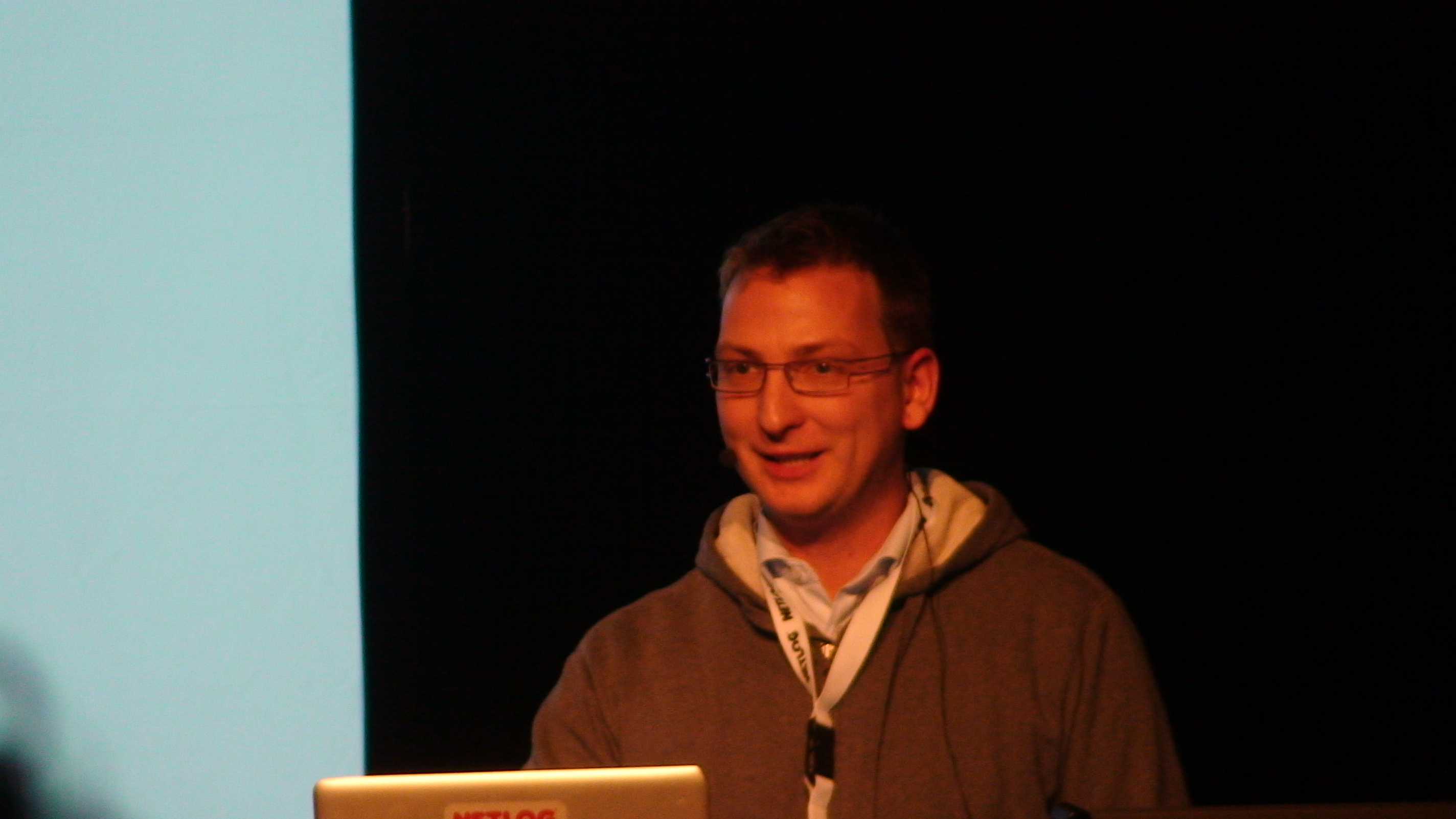
Lorenz Bogaert

Lorenz Bogaert, geboren in 1976, is een Belgische ondernemer. Hij is onder meer mede-oprichter van inmiddels overgenomen ondernemingen en applicaties als sociale netwerken Netlog en Twoo, cryptogeldapplicatie Delta, onkostenbeheersplatform Rydoo en vastgoedplatform Realo.  Hij is ook mede-oprichter van het investeringsfonds Pitchdrive en van start-up studio StarApps. Daarnaast is hij een van de oprichters van het Gentse Wintercircus. 
Bogaert studeerde rechten en management. Hij woont in Gent.